# Alberto Manuel Pastor
Alberto Manuel Pastor "Tucho" ( Rancagua, provincia de Buenos Aires,  24 de abril de 1948, secuestrado desaparecido en San Justo, 12 de mayo de 1977), militante revolucionario (PB, ARP, PRT-ERP), víctima de la última dictadura cívico militar de Argentina

## Breve reseña
Al poco tiempo de nacido Tucho, su familia se instaló  en Pergamino. Allí estudió, trabajó desde adolescente por la prematura muerte de su padre y también comenzó su militancia política en el Peronismo de Base. Ya en Capital, y por el influjo de la revolución cubana, las ideas de Cooke y su admiración por el Che Guevara, militó en distintos movimientos revolucionarios como la Acción Revolucionaria Peronista, pasando luego a las FAR y finalmente incorporándose al Partido Revolucionario de los Trabajadores (PRT)-Ejército Revolucionario del Pueblo (ERP).  Sus compañeros lo llamaban "Campi".En esa época trabajaba como Inspector de Espectáculos Públicos de la Capital Federal. Durante su militancia en la zona sur de la ciudad conoció a su compañera María del Carmen Cántaro, con quien se casó y tuvo un hijo, Enrique. Fue secuestrado por primera vez el 28 de marzo de 1976 alrededor de las 15:00 horas, con su esposa María del Carmen y Osvaldo Carmelo Mollo en el centro de la localidad de Cañuelas y llevados a la Comisaría.  Horas más tarde fueron trasladados al Centro Clandestino de Detención (CCD) que funcionó en dependencias de la 'Brigada de Güemes', mencionado por algunos ex detenidos como 'Protobanco'.
Alberto a los tres o cuatro días logró fugarse.  Su esposa fue legalizada como presa política y recuperó su libertad en 1979.Con posterioridad a la fuga, Alberto logró contactarse con la organización a la cual se reintegró aproximadamente en agosto de 1976.  y allí conoció a Nora Luisa Maurer con quien formó pareja.  Ambos se mudaron a una casa ubicada en Lezica N.º 3826 de la localidad de San Justo, Partido de La Matanza. Fueron secuestrados el 12 de mayo de 1977 en su domicilio de San Justo, provincia de Buenos Aires. Posiblemente, hayan permanecido detenidos en Campo de Mayo.

## Nora Luisa Maurer
Nora nació el 4 de junio de 1954 en San Jorge, provincia de Santa Fe. Egresó de la Escuela Normal N.º 1 “Nicolás Avellaneda” de Rosario. Durante 1971 se inscribió en la carrera de Psicología, , en Rosario. Ahí se integró al PRT.  Sus compañeros la llamaban "Picha" o "Ana". En Buenos Aires, Nora continuó militando en el PRT, en el Área de Inteligencia, donde conoció a su compañero, Alberto. Ambos están desaparecidos desde mayo de 1977, cuando Nora estaba embarazada de 2 meses. Nora quizás haya pasado por el CCD "Club Atlético".
La pareja y el/la niño/a que debió nacer en cautiverio permanecen desaparecidos.

## Homenaje
En homenaje a Alberto Pastor, Barrios por la Memoria y la Justicia, e HIJOS colocaron una nueva baldosa como otro acto de memoria para seguir señalando en los barrios la ausencia y la presencia de los 30 mil compañeros detenidos-desaparecidos, en octubre de 2013.